# Fred Dubé
Fred Dubé est un humoriste québécois né à Rimouski. Il est diplômé de l'École nationale de l'humour en 2005 et présente son premier spectacle solo dès 2010. Faisant principalement de l'humour politique, il est souvent décrit comme engagé et irrévérencieux,,. En 2016, il est congédié de Radio-Canada pour une chronique anticapitaliste. Le 23 novembre 2022, il est congédié du journal Le Mouton noir après des allégations d'inconduites sexuelles de la part de 3 femmes publiées sur Facebook. L'humoriste dément toutefois ces allégations,.
En septembre 2023, à Rimouski, il fait face à la justice pour être entré cagoulé à l'hôtel de ville de Rimouski en juillet 2022, accompagné d'une trentaine de manifestants, pour réclamer plus d'actions pour la crise du logement et la crise climatique. Dubé plaide coupable à plusieurs chefs d'accusation et se voit condamné à faire 50 heures de travaux communautaires, assorties d'une probation de 12 mois, en plus d'être interdit d'assister physiquement aux séances du conseil municipal de Rimouski.

## Collaborations

### Télévision
- Un gars le soir[12], sur Vtélé
- Brassard en direct d'aujourd'hui[13], sur Vtélé
- GROStitres[14], sur MAtv
- Les 5 prochains[15], sur ICI ARTV
- Les échangistes[6], sur Radio-Canada

### Radio
- Plus on est de fous, plus on lit[16], sur Radio-Canada ICI Première

### Journaux
- Chronique Le mouton noir[17], Journal Métro

### Autres
- L'humour, arme de dérision massive : réflexion politique et création humoristique[18], cours donné à l'École nationale de l'humour

## Publications
- 2018 : Une pipée d'opium pour les enfants[19], chez Lux Éditeur
- 2021 : L’apocalypse durable : Pamphlet à l'usage des écoanxieux pour radicaliser leur famille[20], chez Lux Éditeur

## Spectacles[3]
- 2010 : Un long poème qui pue des pieds
- 2013 : Terroriste blanc d'Amérique
- 2014 : L'ignorance fait plus de victimes que le cancer
- 2015 : Radical pouding
- 2015 : Catapulte à marde
- 2016 : Anarcho-Taquin
- 2019 : La lutte du guacamole
- 2022 : Le pacifisme va nous tuer[21]